# Tylophora calcarata
Tylophora calcarata är en oleanderväxtart som beskrevs av George Bentham. Tylophora calcarata ingår i släktet Tylophora och familjen oleanderväxter. Inga underarter finns listade i Catalogue of Life.